# Фотографический затвор
Фотографи́ческий затво́р — устройство для регулирования выдержки, то есть длительности воздействия света на фотоматериал или матрицу фотоаппарата. Один из двух основных инструментов управления экспозицией. В киносъёмочном аппарате роль фотозатвора выполняет обтюратор.

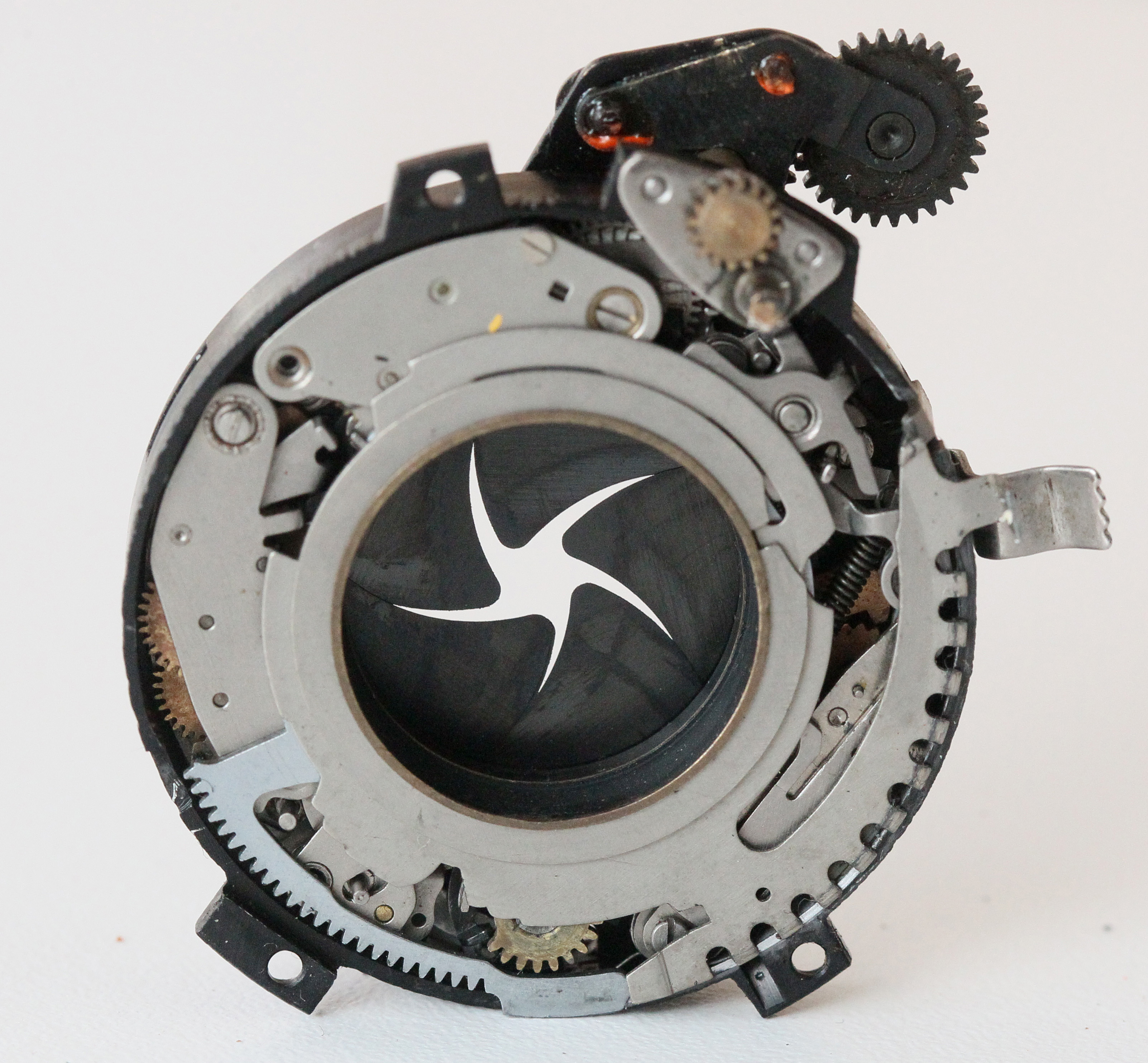
Центральный затвор типа Synchro-Compur зеркального фотоаппарата «Зенит-4»

## Историческая справка
Светочувствительность пластинок для самого раннего фотографического процесса дагеротипии была очень низкой, требуя длительных выдержек, измерявшихся минутами. Более поздний коллодионный процесс позволил сократить экспозицию до нескольких секунд, но по-прежнему не требовал никаких приспособлений, позволяя измерять длительность обычным секундомером. Роль затвора при этом выполняла крышка объектива. С появлением высокочувствительного желатиносеребряного фотопроцесса требуемые выдержки сократились до десятых, сотых и даже тысячных долей секунды, позволив фиксировать быстро движущиеся предметы. Реализовать такие выдержки вручную невозможно, поэтому для их отработки потребовался точный автоматический механизм. Первый в истории фотозатвор был сконструирован в 1845 году французскими физиками Физо и Фуко для фотографирования Солнца. Такой яркий объект потребовал даже для съёмки дагеротипа выдержки в 1/60 секунды
Однако массовое использование фотозатвора началось позднее, в начале 1880-х годов. В первых фотоаппаратах с прямым визированием затворы считались дополнительной принадлежностью, а не частью конструкции фотоаппарата, и поэтому выполнялись съёмными, чаще всего надевающимися на объектив спереди. Позднее такие затворы начали выполнять в едином блоке с ирисовой диафрагмой и оправой объектива. Автоматическая «моментальная» выдержка часто была единственной, и кроме неё затвор мог отрабатывать только ручную. Переключение режимов такого затвора состояло в выборе моментальной или ручной выдержки. В более поздних конструкциях появилась возможность регулировки моментальной выдержки с помощью пневматического механизма, впервые запатентованного в 1886 году Артуром Ньюманом (англ. Arthur S. Newman). В начале XX века распространение получили механические анкерные замедлители. Современные затворы отрабатывают широкий диапазон моментальных выдержек, а ручная выдержка носит вспомогательный характер, и используется только в профессиональной фотографии. Наиболее бурное развитие конструкции фотозатворов получили после Первой мировой войны одновременно с развитием технологии аэрофотосъёмки.
Затвор является обязательным элементом всех плёночных и цифровых фотоаппаратов. В последних затвор применяется для устранения артефактов, свойственных наиболее распространённым в фототехнике КМОП-матрицам из-за построчного считывания данных. Некоторые беззеркальные камеры поддерживают отработку выдержки регулировкой времени считывания зарядов матрицы, не требующую механического затвора. В 2014 году компания Sony, а в 2016 году компании Panasonic и Canon анонсировали выпуск КМОП-матриц с одновременным считыванием всего изображения с помощью так называемого «глобального затвора». Данные сенсоры способны регулировать выдержку без перекрытия светового потока какими-либо устройствами. До недавнего времени подобными свойствами обладали только ПЗС-матрицы, применявшиеся в фототехнике ограниченно из-за ряда недостатков. Отсутствие затвора позволит резко увеличить ресурс камер и получать изображения быстродвижущихся объектов, лишённые каких-либо искажений.

## Типы фотозатворов
Главными характеристиками затвора считаются диапазон отрабатываемых им выдержек, время экспонирования кадра и коэффициент светоотдачи. У фокальных затворов время экспонирования кадра может сильно отличаться от выдержки, поскольку весь кадр экспонируется не одновременно, а последовательно. Коэффициент светоодачи часто называют оптическим коэффициентом полезного действия. Он определяется как отношение количества световой энергии, пропущенной затвором к какой-либо точке светоприёмника к общему количеству световой энергии для рассматриваемой точки, попавшему на затвор за время экспонирования кадра.
За исключением электронных затворов фотоматриц, в которых отсутствуют какие-либо механизмы, все остальные типы затворов состоят из привода и заслонок (шторок или лепестков), перекрывающих свет. Приводы затворов делятся на механические и электромеханические. В первых выдержки отрабатываются за счёт регулировки ширины щели между шторками и скорости их движения механизмами задержки — анкерными, пневматическими или другими. 
Электромеханическим затворам для работы необходим источник питания, без которого отрабатывается лишь одна (реже две) выдержки. Весь остальной диапазон выдержек реализуется за счёт регулировки длительности удерживания второй шторки электромагнитом. Дешёвые электромеханические затворы фотоаппаратов начального уровня (например, Nikon FE10) без батарей вообще неработоспособны. Другими словами, полноценно электромеханический затвор может работать лишь при наличии элементов питания, в то время как механический зависит только от энергии пружин, накапливаемой при взводе. Известны всего несколько фотоаппаратов, оснащённых гибридными затворами, работоспособными в полном или частичном диапазоне выдержек как с батареями, так и без них: «Canon New F-1», «Pentax LX» и «Nikon FM3A». При этом, точность электромеханических затворов значительно выше, чем пружинных. В цифровых фотоаппаратах устанавливаются только электромеханические затворы, поскольку их энергонезависимость в этом типе аппаратуры, неработоспособной без электропитания, не имеет практического значения.
Разные типы затворов отличаются, главным образом, конструкцией и расположением шторок, перекрывающих световой поток. Шторки могут располагаться в любом месте между объективом и светоприёмником, но по ряду причин их стараются максимально приблизить к двум плоскостям: апертурной или фокальной. По этому признаку затворы делятся на две основные группы: апертурные и фокальные. В первой половине XX века для этих же типов затвора чаще использовались названия лепестковые и шторные, отражающие устройство заслонок. Встречаются фотоаппараты (например, «Bronica», «Mamiya 645D», «Hasselblad 2000FC»), оснащённые двумя затворами обоих типов. Такое устройство, характерное для пресс-камер и среднеформатной зеркальной аппаратуры, позволяет выбирать наиболее подходящий тип затвора в зависимости от съёмочной ситуации. При этом, одновременно оба затвора работать не могут: при включении фокального апертурный фиксируется в открытом положении. Включение апертурного затвора переводит фокальный в режим светозащитной шторки. Встречаются сменные объективы с центральным затвором, предназначенные для камер со штатным фокальным, например «Leitz Summicron 2,0/50» для съёмки с заполняющей фотовспышкой аппаратами «Leica». В этом случае согласование с основным фокальным затвором, находящимся в режиме ручной выдержки, происходит при помощи специального приставного механизма.

## Апертурный затвор
Эта разновидность затворов располагается между линзами объектива в плоскости вблизи апертурной диафрагмы, из-за чего и получила своё название. Особенностью таких затворов является одновременное и равномерное экспонирование всей площади кадра, не зависящее от точности настройки механизма. Искажения формы быстродвижущихся объектов также исключены. К этой же группе можно условно отнести залинзовые затворы, расположенные вблизи задней линзы объектива, и обладающие аналогичными конструкциями. В ранних крупноформатных камерах XIX века встречались фронтальные затворы, расположенные непосредственно перед объективом. По своим характеристикам они были близки к залинзовым, и легко устанавливались на практически любой фотоаппарат тех лет, выполняя роль дополнительного аксессуара. В современной аппаратуре наличие затвора обязательно и его съёмная конструкция потеряла практический смысл.
Из-за конструктивных особенностей большинство апертурных затворов встраиваются в оправу объективов, и в крупном формате не считаются принадлежностью фотоаппарата. Известны несколько крупнейших предприятий изготовителей, специализирующихся на выпуске центральных затворов, и создавшие их наиболее массовые типы, такие как «Compur» и «Prontor».
Достоинства апертурных затворов:
- Простота конструкции и компактность, позволяющие использовать апертурный затвор в аппаратуре любых форматов;
- Большой ресурс при невысокой стоимости;
- Равномерность экспонирования всей площади кадра (в меньшей степени характерная для залинзовых затворов[19]);
- Отсутствие искажения быстро движущихся объектов, так как весь кадр экспонируется одновременно;
- Шум и вибрации при работе затвора практически отсутствуют, благодаря небольшой массе подвижных частей[20];
- Возможность упростить выбор параметров съёмки использованием шкалы экспозиционных чисел[21];

Недостатки апертурных затворов:
- Неудобство использования со сменной оптикой;

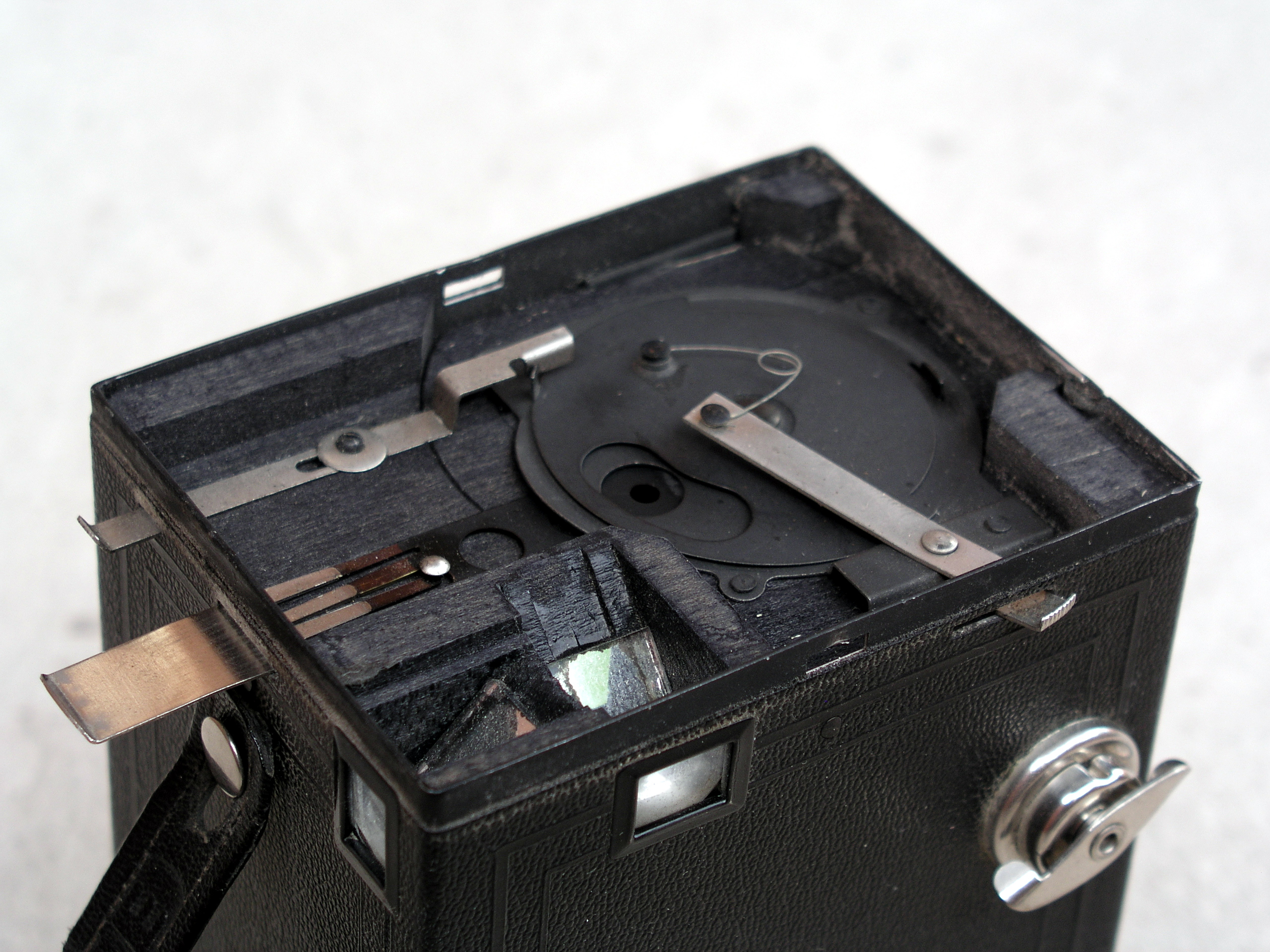
Дисковый секторный затвор фотоаппарата «Kodak Brownie»

По принципу действия апертурные затворы можно разделить на щелевые, центральные и жалюзи. Щелевые апертурные затворы часто называют обтюратором. 
Наиболее известным примером щелевого апертурного затвора является дисковый затвор, который состоит из вращающегося на оси металлического сектора с отверстием, который приводится в действие пружиной, связанной со спусковым рычагом.
Затворы этого типа отличаются наименьшим числом деталей, что определяет низкую себестоимость, повышенную надёжность и невысокие требования к точности изготовления. Однако существенные недостатки — громоздкость (радиус диска значительно больше перекрываемого отверстия) и трудности регулировки выдержек допускают применение, в основном в камерах начального уровня и в специализированных устройствах, таких как аэрофотоаппараты.

### Центральный затвор
Центральный затвор — разновидность апертурного затвора, заслонки которого при срабатывании открывают отверстие объектива от центра к его краям и закрывают в обратном порядке. Такие затворы, как правило, устанавливаются между линзами объектива или непосредственно за задней линзой. Противоположностью центрального затвора можно считать периферийный затвор, открывающий отверстие от краёв к центру и закрывающий его в противоположном порядке. Центральные затворы делятся на затворы прямого действия (ротативные) и возвратного действия (реверсивные). Первый тип из-за сложности и громоздкости получил распространение только в специальной фотоаппаратуре, например в аэрофотоаппаратах. В фототехнике общего назначения используются только центральные затворы возвратного действия.

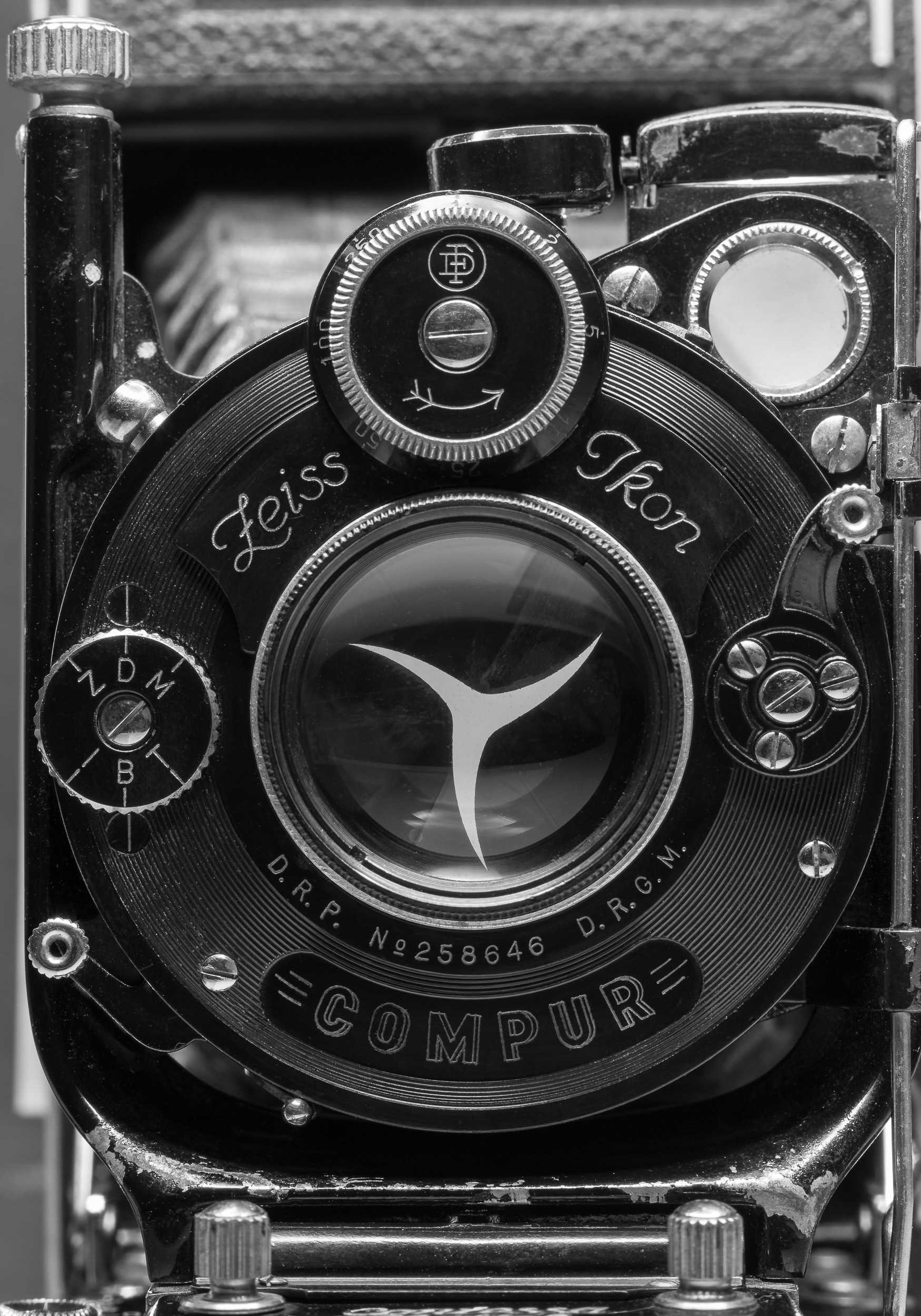
Центральный затвор типа «Compur». Вид через переднюю линзу объектива

Механизм такого затвора представляет собой несколько поворотных металлических заслонок, закреплённых на осях по краям круглой оправы. Из-за сходства формы этих заслонок с лепестками цветов до 1960-х годов центральные затворы чаще называли «лепестковыми». Возвратно-вращательное движение лепестков, открывающих и закрывающих отверстие, осуществляется системой пружин и рычагов. При экспонировании лепестки открывают действующее отверстие объектива аксиально-симметрично от центра к краям и закрываются в обратном направлении. Если лепестки расположены в апертурной плоскости, интенсивность света меняется одновременно на всей поверхности светочувствительного элемента. В этом случае действие центрального затвора подобно апертурной диафрагме: по мере открытия освещённость всей площади светочувствительного элемента равномерно возрастает, а при закрытии убывает до нуля. 
Использование центрального затвора характерно для крупноформатных камер и недорогих любительских фотоаппаратов с несменным объективом. Кроме того, центральный затвор штатно применяется практически во всех двухобъективных зеркальных фотоаппаратах. Сменные объективы для некоторых однообъективных зеркальных фотоаппаратов также оснащаются центральными затворами, часто в пределах всей оптической линейки. В современной цифровой аппаратуре такие затворы устанавливаются в компактных и псевдозеркальных камерах.
Достоинства центральных затворов возвратного действия:
- Возможность синхронизации с электронными фотовспышками на любых выдержках;
- Независимость размеров затворного узла от формата кадра;

Недостатки центральных затворов возвратного действия:
- Зависимость быстродействия от максимального светового диаметра, ограничивающая предельную светосилу объективов[20];
- Принципиальное ограничение быстродействия, не позволяющее получать выдержки короче 1/500 секунды[31][32];
- Невысокий коэффициент светоотдачи (оптический КПД);

В ротативных центральных затворах лепестки совершают не возвратное, а непрерывное вращательное движение, что позволяет получать более высокую светоотдачу и короткие выдержки. Однако, многократность циклов срабатывания требует дополнительных шторок, и устройство таких затворов (например, «Rapidin» или советского «ЗБС») значительно сложнее, чем у возвратных, что предопределило их узкую специализацию.
Величина выдержки при возвратном движении лепестков может быть сокращена только при их неполном открытии. Например, центральный затвор камеры Minolta V2 мог отрабатывать рекордную выдержку в 1/2000 секунды, но при относительном отверстии не более f/8. При полном открытии, соответствующем максимальной светосиле f/2,0 предельная доступная выдержка составляла 1/500. КПД любых типов центрального затвора не превышает 80 %.
Затвор-диафрагма, диафрагменный затвор — центральный затвор, степень раскрытия лепестков которого регулируется, за счёт чего он одновременно выполняет роль диафрагмы. Затвор-диафрагма получил широкое распространение в малоформатных фотоаппаратах с простейшей экспозиционной автоматикой, предназначенных преимущественно для начинающих фотолюбителей («ЛОМО Компакт-Автомат», «Эликон-35С», «ФЭД-35», «Argus C-3» и др.), а также в недорогих моделях без экспонометра, таких как «Агат-18», «Эликон-535». Из-за особенностей конструкции такого затвора сочетания «выдержка — диафрагма» как правило, жёстко связаны. Например, для фотоаппарата «Агат-18» относительное отверстие f/2,8 достижимо только при выдержке 1/60, а диафрагма f/16 — лишь при 1/250. За счёт более короткого хода лепестков минимальная выдержка затвора-диафрагмы (например, в советском «ФЭД-Микрон») может быть короче обычного центрального затвора и достигать 1/800 секунды при минимальных относительных отверстиях.

### Затвор типа «жалюзи»
Затворы этой разновидности размещаются между линзами объектива и применяются крайне редко, поскольку требуют достаточного пространства внутри объектива. Они получили распространение в автоматических фотопринтерах и фотоаппаратах для специальных видов съёмок. В аэрофотоаппаратах затвор типа «жалюзи» используют со светосильной оптикой.
Свет перекрывается набором узких пластинок-ламелей, одновременно поворачивающихся вокруг осей. При открытом затворе пластинки направлены вдоль оптической оси, пропуская свет. Для закрытия затвора достаточно повернуть пластинки на 90°. Благодаря небольшой массе каждой отдельной пластинки инерционность затвора невелика и приводной механизм отличается простотой.
Коэффициент полезного действия затворов-жалюзи близок к КПД центральных затворов возвратного действия и не превышает 0,6, так как фаза полного открытия отсутствует.

## Фокальный затвор
Фокальный затвор, как следует из названия, располагается вблизи фокальной плоскости, то есть непосредственно перед светочувствительным материалом. Поэтому габаритные размеры такого затвора не могут быть меньше формата кадрового окна, и его конструкция определяет устройство всего фотоаппарата, в отличие от апертурных, которые изготавливаются в виде отдельного узла или встраиваются в оправу объектива. Световые заслонки большинства фокальных затворов до второй половины XX века выполнялись в виде гибких шторок, и поэтому в те годы чаще употреблялось название «шторный затвор».
Достоинства фокального затвора:

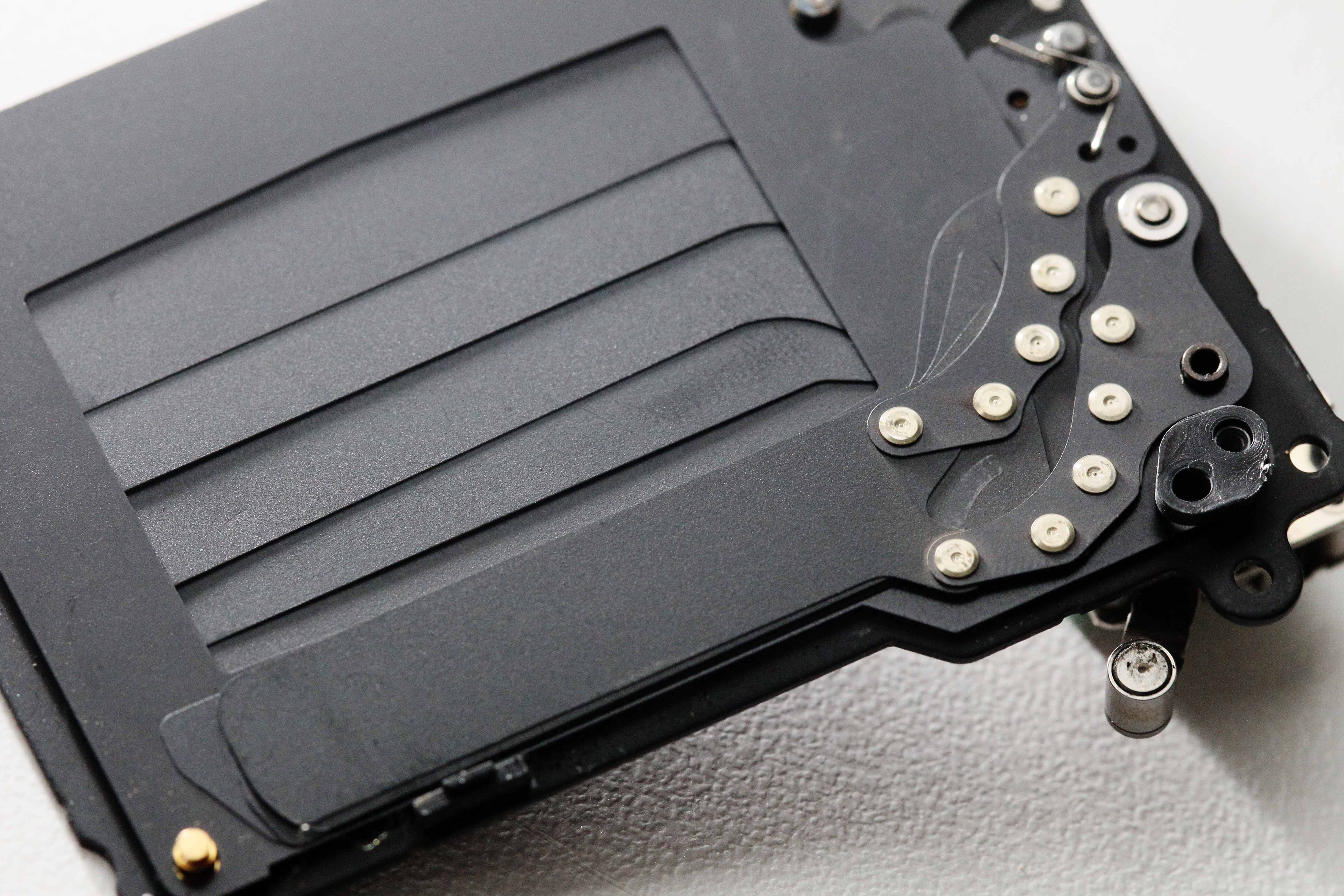
Современный фокальный затвор фотоаппарата «Canon EOS-1D Mark II»

- Возможность отработки очень коротких выдержек, недоступных апертурным затворам;
- Удобство использования в аппаратуре со сменной оптикой[43];
- Отсутствие каких-либо ограничений предельной светосилы объективов[* 4];
- Высокий коэффициент полезного действия (большая светоотдача)[44];

Недостатки фокального затвора:
- Неравномерное экспонирования кадра при коротких выдержках из-за разгона шторок[19];
- Невозможность съёмки с электронной фотовспышкой на коротких выдержках[* 5];
- Искажение формы быстро движущихся объектов (временной параллакс);
- Повышенные шум и вибрации из-за сравнительно больших массы и размеров движущихся частей;
- Риск прожигания солнцем в случае использования матерчатых шторок;
- Прямая зависимость габаритов механизма от размеров кадра и неудобство использования в крупноформатной аппаратуре;

В большинстве шторно-щелевых затворов шторки движутся перед кадровым окном с постоянной скоростью, а выдержка регулируется шириной щели между ними. Первая и вторая шторки затворов движутся независимо друг от друга под действием пружин, отрегулированных таким образом, что скорости шторок совпадают. Щель переменной ширины образуется механизмом, задающим момент освобождения замка второй шторки. Перед началом съёмки следующего кадра затвор взводится снова, при этом шторки возвращаются в исходное положение без образования щели. КПД шторного затвора доходит до 95%, а минимальная выдержка может достигать 1/16 000 с («Canon EOS-1D», «Nikon D1»).
Затвор может быть как с вертикальным, так и с горизонтальным ходом экспонирующей щели. Горизонтальный ход, как правило имеют затворы типа Leica с эластичными шторками, намотанными на барабаны. Вертикальное движение встречается в таких затворах редко и более характерно для ламельных, получивших распространение в современной аппаратуре. Каждая шторка такого затвора состоит из нескольких (обычно 3—5) жёстких металлических ламелей, движущихся на шарнирно-рычажном приводе параллельно фокальной плоскости. При открытии ламели складываются в узкую стопку, а при закрытии раскладываются, образуя широкую шторку.

## Синхронизация со вспышкой
Для съёмки с фотовспышкой большинство современных затворов оснащается синхроконтактом, запускающим разряд. Простейший синхроконтакт представляет собой два электрических контакта в цепи конденсатора электронной вспышки, замыкающихся механизмом затвора в момент его полного открытия. Такой синхроконтакт обозначается латинской буквой «X». Независимо от типа затвора, наиболее оптимальным моментом срабатывания вспышки является его полное открытие. Однако, наиболее удобен для съёмки со вспышкой апертурный затвор, поскольку он экспонирует всю площадь кадра одновременно. Это позволяет использовать вспышку на любых выдержках. Фокальные затворы могут быть синхронизированы только на относительно длинных выдержках, обеспечивающих момент полного открытия кадрового окна.

### Синхронизация по первой/второй шторке
Длительность импульса электронной вспышки значительно меньше, чем выдержка, даваемая затвором (1—5 миллисекунд против сотых долей секунды). Это не имеет большого значения для неподвижных объектов и в случае, когда экспозиция, получаемая от непрерывного освещения, значительно меньше экспозиции, получаемой от света вспышки. Однако, если объект быстро движется и обе экспозиции сопоставимы, непрерывное освещение даёт смазанное изображение, которое складывается с резким от импульсного света. При синхронизации по первой шторке вспышка срабатывает сразу после открытия затвора, после которого объект успевает сместиться вперёд по ходу своего движения до закрытия второй шторки.
В результате получается образованное непрерывным освещением смазанное изображение объекта, расположенное впереди резкого изображения, полученного от вспышки. Таким образом, движение на фотографии зрительно выглядит направленным в обратную сторону.
Избежать этого эффекта позволяет синхронизация по второй шторке, когда вспышка срабатывает непосредственно перед началом закрытия кадрового окна. В этом случае изображение объекта вначале экспонируется непрерывным освещением, и лишь потом он освещается вспышкой, обеспечивая нормальное зрительное восприятие движения на снимке.
Для этого большинство современных электромеханических затворов снабжается не одним, а двумя синхроконтактами: один из них срабатывает после полного открытия первой шторки, а другой — в момент подачи команды на закрытие второй. Выбор нужного синхроконтакта происходит через меню фотоаппарата или вспышки, соответствуя переключению типа синхронизации. Недостатком синхронизации по второй шторке является непредсказуемость момента срабатывания вспышки, особенно проявляющаяся при длинных выдержках.

## Электронный затвор
До конца XX века электронными затворами назывались затворы с электромеханическим управлением. С распространением цифровой фотографии электронным стали называть устройство отработки выдержек, основанное на регулировке времени считывания с матрицы без каких-либо заслонок, перекрывающих свет. Выдержка определяется временем между обнулением матрицы и моментом считывания с неё информации. Применение электронного затвора позволяет достичь более коротких выдержек (в том числе и выдержки синхронизации со вспышкой), недоступных механическим затворам. Кроме того, отсутствие инерционных механизмов позволяет осуществлять серийную съёмку с высокой частотой. Большинство современных беззеркальных фотоаппаратов предоставляют выбор между механическим и электронным затвором, а некоторые вообще не оснащаются шторками.
К преимуществам электронного затвора следует отнести отсутствие движущихся частей, подверженных износу. Электронный затвор работает бесшумно и не снижает резкость снимков из-за тряски. Главным недостатком электронного затвора считается искажение изображения быстро движущихся объектов, вызванное построчным считыванием. При этом «эффект роллинг-шаттера» выражен гораздо сильнее, чем у механических затворов из-за низкой скорости считывания: его строка перемещается гораздо медленнее, чем экспонирующая щель. Некоторые производители, например Canon, устанавливают упрощённый затвор с единственной закрывающей шторкой. При этом роль первой (открывающей) шторки выполняет её электронный аналог. В этом случае артефакты строчного переноса снижаются, но при сочетании очень коротких выдержек и сверхсветосильных объективов возможны искажения формы пятен боке из-за нулевого параллакса. В некоторых фотоаппаратах переключение с механического на электронный затвор сопровождается уменьшением глубины цвета с 14 до 12 бит в формате raw.
Проблема «роллинг-шаттера» полностью устранима при использовании электронного глобального затвора с кадровым считыванием. Такой затвор впервые использован в фотоаппарате Sony α9 III, выпускающемся с весны 2024 года. Кроме того, выпускаются SIMD-матрицы, имеющие индивидуальный электронный затвор в каждом пикселе. В этом варианте осуществляется настройка оптимального времени экспозиции для каждого пикселя в зависимости от уровня освещённости в данном участке кадра. В качестве электронного затвора могут использоваться безынерционные световые модуляторы, основанные на эффекте Поккельса.